# 吳士功
吳士功（1699年—1765年），字惟亮，號凌雲，又號湛山。河南光州（今河南固始）人。中國清朝官員。

## 生平
吳士功為雍正十一年（1733年）癸丑科進士，累遷郎中，考選御史，歷湖南、山東省糧道，湖北按察使、陝西布政使等職。乾隆二十三年（1758年）任福建巡撫。乾隆二十六年（1761年）福建水師提督馬龍圖挪用存營公項，被兩廣總督楊廷璋彈劾，吳士功援自首例為馬龍圖減刑，因而被奪官發邊疆巴里坤效力，乾隆二十七年吳士功輸銀贖罪後被釋回。乾隆三十年（1765年）九月病卒，年六十七。著有《湛山詩鈔》。

## 延伸阅读
[在维基数据编辑]
 《清史稿·卷309》，出自趙爾巽《清史稿》

## 外部連結
- 《吳士功》中央研究院（页面存档备份，存于）

| 前任： 周琬 | 福建巡撫 乾隆年間上任 | 繼任： 定長 |